# Бурлаки (Вагайский район)
Бурлаки́ — деревня в Вагайском районе Тюменской области России. Входит в состав Зареченского сельского поселения.

## География
Деревня находится в восточной части Тюменской области, в пределах подтаёжно-лесостепного района лесостепной зоны, на берегу одной их стариц правобережья реки Вагай, на расстоянии примерно 17 км (по прямой) к юго-востоку от села Вагай, административного центра района.
Часовой пояс
Деревня Бурлаки, как и вся Тюменская область, находится в часовой зоне МСК+2. Смещение применяемого времени относительно UTC составляет +5:00.

## Население
| 2010 |
| ---- |
| 16   |

Половой состав
По данным Всероссийской переписи населения 2010 года, в гендерной структуре населения мужчины составляли 50 %, женщины — соответственно также 50 %.
Национальный состав
Согласно результатам переписи 2002 года, в национальной структуре населения русские составляли 100 % из 17 чел.